# Sentiero europeo E7
Il sentiero europeo E7 è un sentiero europeo che parte dalle Canarie, passa per il Portogallo, Spagna, Andorra, Francia, Monaco, Francia, Italia, Slovenia, Croazia, Ungheria, Romania. Termina a Costanza in Romania.